# Rallicula
Rallina is een geslacht van vogels uit de familie Sarothruridae (pluisstaartrallen). Het geslacht telt vier soorten.

## Soorten
- Rallicula forbesi  – Forbes' kaneelral
- Rallicula leucospila  – Bonte kaneelral
- Rallicula mayri  – Mayrs kaneelral
- Rallicula rubra  – Nieuw-Guinese kaneelral